# Damnamenia vernicosa
 Damnamenia vernicosa   (Hook.f.) Given, 1973 è una specie di piante angiosperme dicotiledoni della famiglia delle Asteraceae, sottofamiglia Asteroideae,  tribù Astereae (Basal grade) e sottotribù Celmisiinae.  Damnamenia vernicosa è anche l'unica specie del genere  Damnamenia  Given, 1973.

## Etimologia
Il nome scientifico della specie è stato definito dai botanici Joseph Dalton Hooker (1817-1911) e D.R. Given nella pubblicazione " New Zealand Journal of Botany. Wellington, N.Z." (  New Zealand J. Bot. 11(4): 787) del 1973.  Il nome scientifico del genere è stato definito nella stessa pubblicazione.

## Descrizione
Portamento. La specie di questa voce ha un habitus di tipo erbaceo perenne stolonifero con un ceppo basale legnoso e spesso.
Fusto. La parte aerea normalmente è eretta, semplice o ramosa. Gli steli sono tipo caudice.
Foglie. Le foglie sono disposte alla base in modo spiralato-embricato. La lamina è semplice e lineare con apici appuntiti, lucida e glabra.
Infiorescenza. Le sinflorescenze sono scapose (capolini solitari). Le infiorescenze vere e proprie sono composte da un capolino terminale lungamente peduncolato e brattetao di tipo radiato. I capolini sono formati da un involucro, con forme campanulate, composto da diverse brattee, al cui interno un ricettacolo fa da base ai fiori di due tipi: fiori del raggio e fiori del disco. Le brattee, con forme lineari-oblanceolate con peli non ghiandolosi e a consistenza erbacea, sono disposte in modo più o meno embricato su 2 - 3 serie. Il ricettacolo, alveolato, in genere è nudo ossia senza pagliette a protezione della base dei fiori; la forma è obconica.
Fiori.  I fiori sono tetra-ciclici (formati cioè da 4 verticilli: calice – corolla – androceo – gineceo) e pentameri (calice e corolla formati da 5 elementi). Si distinguono in:
- fiori del raggio (esterni): sono femminili e sono disposti su una sola serie; la forma è ligulata (zigomorfa); a volte sono presenti degli staminoidi;
- fiori del disco (centrali): sono più numerosi con forme brevemente tubulose (attinomorfe); sono ermafroditi.

- Formula fiorale:

*/x K {\displaystyle \infty }, [C (5), A (5)], G 2 (infero), achenio
- Calice: i sepali del calice sono ridotti ad una coroncina di squame.

- Corolla: 
  - fiori del raggio: la forma della corolla alla base è più o meno tubulosa-imbutiforme, mentre all'apice è ligulata; la ligula può terminare con alcuni denti; il colore è bianco o rosso pallido;
  - fiori del disco: la forma è tubulare-snella bruscamente divaricata in 5 lobi ciatiformi; i lobi, patenti o eretti, hanno una forma ampiamente triangolare; il colore è porpora o giallo.

- Androceo: l'androceo è formato da 5 stami sorretti da filamenti generalmente liberi; gli stami sono connati e formano un manicotto circondante lo stilo; le teche (produttrici del polline) alla base sono leggermente caudate; le appendici apicali delle antere sono vistose; il tessuto endoteciale (rivestimento interno dell'antera) è quasi sempre polarizzato (con due superfici distinte: una verso l'esterno e una verso l'interno). Il polline è sferico con un diametro medio di circa 25 micron;  è tricolporato (con tre aperture sia di tipo a fessura che tipo isodiametrica o poro) ed è echinato (con punte sporgenti).[9][12]

- Gineceo: l'ovario è infero uniloculare formato da 2 carpelli.[5] Lo stilo (il recettore del polline) è profondamente bifido (con due stigmi divergenti) e con le linee stigmatiche marginali separate.[13] I due bracci dello stilo hanno una forma ampiamente triangolare e possono essere ricoperti da lunghi peli.

- Fioritura: fiorisce da novembre a gennaio e fruttifica da dicembre a marzo.

Frutti. I frutti sono degli acheni con pappo; in alcune specie è presente un certo dimorfismo (gli acheni dei fiori del raggio differiscono dagli acheni dei fiori del disco);
- achenio: gli acheni, con forme obconici, hanno alcune coste laterali; la superficie è setosa; la parete dell'achenio è formata da celle contenenti rafidi ma prive di fitomelanina; il carpoforo normalmente è anulare; le setole con punte a forma di ancora non sono presenti;
- pappo: il pappo è formato da 2 serie di setole piumose.

## Biologia
Impollinazione: l'impollinazione avviene tramite insetti (impollinazione entomogama tramite farfalle diurne e notturne).

Riproduzione: la fecondazione avviene fondamentalmente tramite l'impollinazione dei fiori (vedi sopra).

Dispersione: i semi (gli acheni) cadendo a terra sono successivamente dispersi soprattutto da insetti tipo formiche (disseminazione mirmecoria). In questo tipo di piante avviene anche un altro tipo di dispersione: zoocoria. Infatti gli uncini delle brattee dell'involucro (se presenti) si agganciano ai peli degli animali di passaggio disperdendo così anche su lunghe distanze i semi della pianta. Inoltre per merito del pappo il vento può trasportare i semi anche a distanza di alcuni chilometri (disseminazione anemocora).

## Distribuzione e habitat
Le specie di questo genere sono distribuite nella "Antipodean Island". La pianta è endemica anche delle isole Auckland e delle Isole Campbell, isole subantartiche della Nuova Zelanda. I suoi habitat preferiti sono le torbiere montane con muschi a cuscino e i prati erbosi a Pleurophyllum. Cresce anche in siti esposti e con scarsa vegetazione.

## Sistematica
La famiglia di appartenenza di questa voce (Asteraceae o Compositae, nomen conservandum) probabilmente originaria del Sud America, è la più numerosa del mondo vegetale, comprende oltre 23.000 specie distribuite su 1.535 generi, oppure 22.750 specie e 1.530 generi secondo altre fonti (una delle checklist più aggiornata elenca fino a 1.679 generi). La famiglia attualmente (2021) è divisa in 16 sottofamiglie; la sottofamiglia Asteroideae è una di queste e rappresenta l'evoluzione più recente di tutta la famiglia.

### Filogenesi
La tribù Astereae (una delle 21 tribù della sottofamiglia Asteroideae) comprende circa 40 sottotribù. In base alle ultime ricerche nella tribù sono stati individuati (provvisoriamente) 5 principali lignaggi:
- Basal grade: include alcuni generi isolati, il gruppo "South American-Oceania",  alcune sottotribù africane e il gruppo dei generi legnosi del Madagascar.
- Bellis lineage: comprende le sottotribù eurasiatiche e una sottotribù africana.
- Aster lineage: include i generi asiatici di Asterinae e i principali gruppi dell'Australia e dell'Oceania.
- Baccharis lineage: include alcuni gruppi sudamericani.
- North American lineage: include la vasta gamma di sottotribù del Nordamerica, Messico e alcuni gruppi distribuiti nel Sudamerica.

Il genere  Damnamenia (insieme alla sottotribù Celmisiinae) è incluso nel lignaggio "Basal grade". In particolare fa parte del sottogruppo relativo agli areali dell'Oceania.
Il genere di questa voce, insieme ai generi Macrolearia e Pleurophyllum, fa parte del clade "Pleurophyllum " (uno dei due cladi in cui è suddivisa la sottotribù Celmisiinae ). Questo clade è definito dalle corolle dei fiori del disco ciatiforme (a forma di coppa) e colorate dal viola al rosso scuro (carattere assente negli altri membri delle Celmisiinae). Altre caratteristiche significative del clade sono: la particolare forma di crescita (piccolo-arboreo), la presenza di specifici tricomi nelle foglie e nelle corolle a disco, la morfologia dei bracci dello stilo e la presenza/assenza di staminodi e nella morfologia degli acheni.
In precedenti trattazioni questo genere è descritto all'interno della sottotribù Hinterhuberinae (ora sinonimo della sottotribù Baccharidinae).
I caratteri distintivi della specie  Damnamenia vernicosa sono:
- la corolla dei fiori del disco è strettamente imbutiforme;
- il pappo è formato da setole piumose;
- si tratta di un endemismo delle isole Auckland e Campbell.

Il livello di ploidia principale è 12x (ma anche 10x, 24x, 32x, 36x e 48x). Il numero cromosomico della specie è: 2n = 18.

### Sinonimi
Sono elencati alcuni sinonimi per questa entità:
- Aster vernicosus (Hook.f.) F.Muell.
- Celmisia vernicosa  Hook.f.
- Elcismia vernicosa  (Hook.f.) B.L.Rob.
- Celmisia campbellensis  F.R.Chapm.
- Celmisia chapmannii  Kirk
- Celmisia vernicosa var. mollicula  Allan
- Elcismia campbellensis  (F.R.Chapm.) B.L.Rob.